# Casa Sostres (Cervera)
Casa Sostres és una obra eclèctica de Cervera (Segarra) inclosa a l'Inventari del Patrimoni Arquitectònic de Catalunya.

## Descripció
Edifici de planta baixa, dos pisos i golfes. La façana és decorada imitant carreus. La planta baixa és dedicada a pastisseria i presenta dues portes quadrangulars. A la primera planta hi ha dues portes balconeres amb barana de ferro forjat que recorre el llarg de l'edifici.
La segona planta té dues portes balconeres amb barana de forja damunt les quals es troba un fris decorat amb dibuixos geomètrics. Les golfes presenten dues finestres quadrangulars. Remata la construcció una cornisa volada suportada per mènsules.